# Вале-да-Педра
Вале-да-Педра (порт. Vale da Pedra)  —  район (фрегезия) в Португалии,  входит в округ Сантарен. Является составной частью муниципалитета  Карташу. По старому административному делению входил в провинцию Рибатежу. Входит в экономико-статистический  субрегион Лезирия-ду-Тежу, который входит в Рибатежу. Население составляет 1753 человека на 2001 год. Занимает площадь 13,50 км².
Покровителем района считается Дева Мария (порт. Nossa Senhora de Fátima). 

## История
Район основан в 1988 году